# Ким Тхэ Гю
Ким Тхэ Гю (кор. 김태규; род. 19 мая 1978) — южнокорейский боксёр, представитель наилегчайшей весовой категории. Выступал за национальную сборную Южной Кореи по боксу в 1997—2002 годах, чемпион Азии, бронзовый призёр Азиатских игр, участник летних Олимпийских игр в Сиднее.

## Биография
Ким Тхэ Гю родился 19 мая 1978 года.
Впервые заявил о себе в боксе на взрослом международном уровне в сезоне 1997 года, когда вошёл в основной состав южнокорейской национальной сборной и выступил на чемпионате мира в Будапеште, где был остановлен в 1/16 финала наилегчайшей весовой категории итальянцем Кармине Моларо.
В 1999 году побывал на чемпионате Азии в Ташкенте, откуда привёз награду золотого достоинства, выигранную в наилегчайшем весе. Также в этом сезоне принял участие в матчевой встрече со сборной США, боксировал на мировом первенстве в Хьюстоне, где в 1/8 финала проиграл поляку Анджею Ржаны.
Благодаря череде удачных выступлений удостоился права защищать честь страны на летних Олимпийских играх 2000 года в Сиднее, однако уже в стартовом поединке категории до 51 кг со счётом 8:20 потерпел поражение от кубинца Мануэля Мантильи и сразу же выбыл из борьбы за медали.
После сиднейской Олимпиады Ким ещё в течение некоторого времени оставался в составе боксёрской команды Южной Кореи и продолжал принимать участие в крупнейших международных турнирах. Так, в 2002 году он выступил на домашних Азиатских играх в Пусане, где стал бронзовым призёром в зачёте наилегчайшего веса, уступив на стадии полуфиналов представителю Пакистана Номану Кариму.